# Ambohipaky
Ambohipaky is een stad in Madagaskar, gelegen in de regio Boeny, in het district Soalala.

## Geschiedenis
Tot 1 oktober 2009 lag Ambohipaky in de provincie Mahajanga. Deze werd echter opgeheven en vervangen door de regio Boeny. Tijdens deze wijziging werden alle autonome provincies opgeheven en vervangen door de in totaal 22 regio's van Madagaskar.

## Economie
Landbouw biedt werkgelegenheid aan 80% van de beroepsbevolking. Het belangrijkste gewas in Ambohipaky is rijst, andere belangrijke producten zijn cassave en raphia. Daarnaast werkt 19% van de bevolking in de als veehouder.